# 카리알라 학술회

AKS 포스터.

카리알라 학술회(핀란드어: Akateeminen Karjala-Seura; AKS 아카테미넨 카랼라세우라[*])는 핀란드의 국민주의 단체로서, 1922년 핀란드 대학교의 학생과 학자들이 결성했다. 이 조직의 구성원들은 학계 및 육군 장교단에서 유망한 위치를 차지했다. AKS는 1920년대부터 1944년까지 헬싱키 대학교 학생회를 장악했으며, 계속전쟁 전후처리 과정에서 해산되었다.